# استان ایباراکی
استان ایباراکی یکی از استانهای کشور ژاپن است که در جزیره هونشو قرار گرفته است. مساحت آن ۶۰۹۵ کیلومترمربع می‌باشد. جمعیت این استان در سال ۲۰۰۰ نزدیک به سه میلیون نفر برآورد شده است.
استان ایباراکی از نظر تقسیمات کشوری بخشی از ناحیه کانتو به حساب می‌آید.

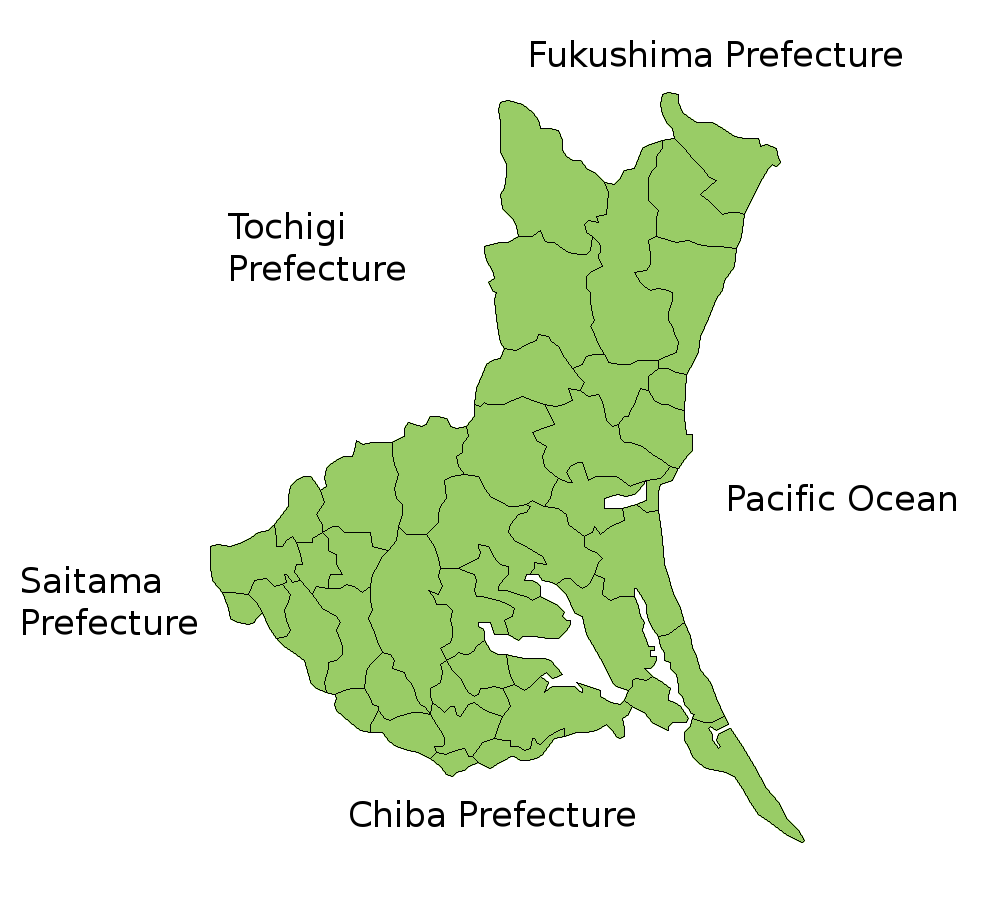

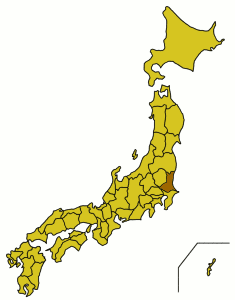

مرکز این استان شهر میتو است.